# Frieder Anders

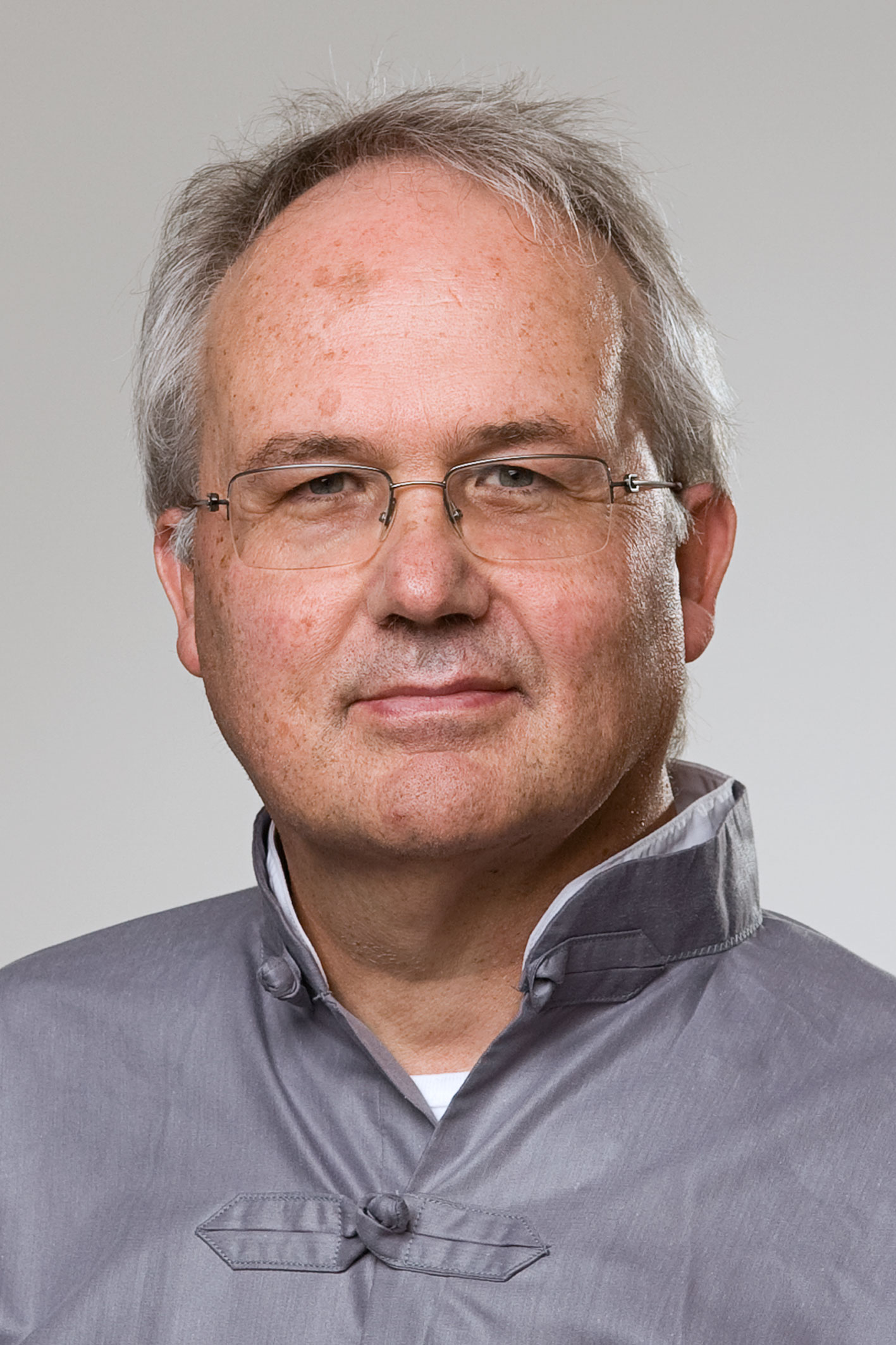
Frieder Anders

Frieder Anders (* 27. September 1944 in Bad Hersfeld) ist ein deutscher Taiji-Meister des Yang-Stils.

## Leben
Frieder Anders praktiziert seit 1973 Taijiquan. Er begann 1979 seine Ausbildung bei Chu King-Hung, einem Meister des traditionellen Yang-Stils. 1988 wurde er zum Meisterschüler von Chu King-Hung und 2002 zum Meister der sechsten Generation der Yang-Tradition ernannt. Er ist Leiter der Taiji Akademie in Frankfurt, die als älteste in Deutschland gilt.

## Schriften
- Chinesisches Schattenboxen Tai-chi-chuan. Barth, Bern 1977, ISBN 3-502-67020-X.
- Das Innere Taijiquan. Theseus, Bielefeld 2011, ISBN 978-3-89901-394-8.
- Zusammen mit Judith Hechler: Innere Kraft durch Atemtyp Qigong: gesund durch richtiges Atmen. Theseus, Stuttgart 2009, ISBN 978-3-7831-9562-0.
- Taichi, Chinas lebendige Weisheit. Diederichs, Köln 1985, ISBN 3-424-00833-8. Neuauflage: Heine, München 2001, ISBN 3-453-18054-2.
- Tai-chi. Econ, Düsseldorf 1985, ISBN 3-612-20065-8.
- Hrsg. unter Mitarbeit von Wolfgang Höhn: Taichi: Grundlagen der fernöstlichen Bewegungskunst. Hugendubel, München 2007, ISBN 978-3-7205-5027-7.
- Taiji, Atemenergetik und Biomechanik. Der Weg zur inneren und äußeren Technik. Huber, Bern 2009, ISBN 978-3-456-84699-6.